# Jean-Marc Lacoste
Pour les articles homonymes, voir Lacoste.
Jean-Marc Lacoste, né à Verdun le 2 juillet 1949, est un commis-comptable, agent immobilier et homme politique québécois. Il est député à l'Assemblée nationale du Québec de la circonscription de Sainte-Anne de 1976 à 1981, sous la bannière du Parti québécois.

## Biographie
Né le 2 juillet 1949 à Verdun, Jean-Marc Lacoste est le fils de Lucien Lacoste, chauffeur d'autobus, et d'Anita Giroux.
De 1967 à 1970, Jean-Marc Lacoste est employé de Canada Packers à Montréal. De 1970 à 1976, il est commis-comptable chez Atwater Beef. Il est également responsable des loisirs et des sports du quartier Notre-Dame-de-la-Paix, en plus de contribuer à la mise sur pied d'un centre socioculturel pour le milieu défavorisé de Verdun en 1974. Il est aussi président de la campagne de la Société canadienne du cancer de Verdun, commissaire d'école à la Commission des écoles catholiques de Verdun et représentant substitut au Conseil scolaire de l'île de Montréal de juin 1973 à novembre 1976. Il est également membre de la Société Saint-Jean-Baptiste et du Mouvement Québec français.
Jean-Marc Lacoste est organisateur du Parti québécois dans la circonscription de Verdun de 1972 à 1976. Il est élu député à l'Assemblée nationale du Québec pour ce parti dans la circonscription de Sainte-Anne en 1976. Il se représente en 1981, mais n'est pas réélu. De 1981 à 1985, il est conseiller municipal à Verdun.
Un peu plus tard, il devient agent immobilier pour Le Permanent, puis pour RE/MAX.